# Bulbostylis striata
Bulbostylis striata är en halvgräsart som först beskrevs av Hipólito Ruiz López och Pav., och fick sitt nu gällande namn av Hans Heinrich Pfeiffer. Bulbostylis striata ingår i släktet Bulbostylis och familjen halvgräs.
Artens utbredningsområde är Peru. Inga underarter finns listade i Catalogue of Life.